# Kočinčína

Kočinčína byla jižní část dnešního Vietnamu

Kočinčína (francouzsky Cochinchine) byla v letech 1863–1954 francouzská kolonie v jihovýchodní Asii, zahrnující jih dnešního Vietnamu a část východní Kambodže. Kočinčína byla součástí Francouzské Indočíny a jejím hlavním městem byl Saigon.
V roce 1936 byla uvedena rozloha Kočinčíny 67 000 km² a počet obyvatel 4 616 000. Většinu území tvoří delta řeky Mekong, kraj je rovinatý a vodnatý, ke Kočinčíně patřil i největší vietnamský ostrov Phu Quoc. Podle území se jmenuje plemeno slepic kočinka a ještěr agama kočinčinská.
Kraj do 14. století patřil Khmérskému království, od té doby zde žije početná khmérská menšina známá jako Khmer Krom. K Vietnamu ho připojil Lê Thánh Tông. Francouzi obsadili Saigon 17. února 1859, v roce 1946 byla vyhlášena Autonomní republika Kočinčína pod francouzskou ochranou, která se roku 1948 připojila k Vietnamskému státu. V roce 1978 se Rudí Khmerové pokusili oblast vojensky obsadit a připojit ke Kambodži, neúspěch kampaně vedl ke zhroucení jejich režimu.
Vietnamsky se oblast jmenuje Nam Bo nebo Nam Ky (jižní provincie). Název Kočinčína vznikl z malajského Kuchi, který byl přebrán z čínského 交趾 (historicky vyslovováno jako Kau č, dnes Ťiao č), označujícího původně celý Vietnam, což Portugalci používali v podobě Cochim a později, pro odlišení od indického přístavu Kóčin, Cochim-China (podle blízkostí Číny).